# Buffalo (KwaZulu-Natal)
Pour les articles homonymes, voir Buffalo.
La Buffalo (anglais : Buffalo River, zoulou : uMzinyathi, afrikaans : Buffelsrivier) est le plus gros affluent de la Tugela en Afrique du Sud. Elle prend sa source sur la colline de Majuba (« colline des colombes » en zoulou), au nord-est de Volksrust, près de la frontière entre le Mpumalanga et le KwaZulu-Natal. Elle coule vers le sud, traversant le KwaZulu-Natal, elle traverse Newcastle puis s'oriente vers le sud-est en passant par Rorke's Drift avant de rejoindre la Tugela dans laquelle elle se jette à Ngubevu près de Nkandla. Durant le xixe siècle, elle formait la frontière entre la colonie du Natal et le royaume zoulou.
La Buffalo possède un certain nombre d'affluents, dont l'Ingagani au sud-ouest et la Blood River au nord-est qui la rejoint près du mont Kandi. 
Rorke's Drift est un gué sur la rivière, où s'est déroulée la bataille du même nom durant la guerre anglo-zouloue en 1879 ; la bataille d'Isandhlwana est un autre théâtre de la guerre de 1879, situé à 20 km au sud-est de la rivière, près de sa confluence avec la Tugela.